# ویلدرفانک
ویلدرفانک (به هلندی: Wildervank) یک منطقهٔ مسکونی در هلند است که در فین‌دام واقع شده‌است. ویلدرفانک ۴٫۱۹۰ نفر جمعیت دارد.